# Port lotniczy Brunszwik-Wolfsburg
Port lotniczy Brunszwik-Wolfsburg (IATA: BWE, ICAO: EDVE) – cywilny port lotniczy położony 8 km na północ od Brunszwiku i 24 km na południowy zachód od Wolfsburga, w kraju związkowym Dolna Saksonia, w Niemczech.